# Antoine Boutonnat
Pour les articles homonymes, voir Boutonnat.
Antoine Boutonnat, né le 17 février 1891 à Varennes-sur-Allier et mort le 21 novembre 1961 à Nice, est un homme politique français. Président du conseil général de Seine-et-Oise de 1949 à 1955, il est sénateur gaulliste de ce département de 1952 à 1958.

## Biographie
Après des études commerciales, Antoine Boutonnat devient entrepreneur de travaux publics. Résistant, membre du Front national, nommé en 1944 maire de Chennevières-sur-Marne sous l'étiquette radicale, puis élu à cette fonction en 1947, il est ensuite élu, en 1949, conseiller général du canton de Boissy-Saint-Léger grâce au soutien du RPF en 1949. Il préside le Conseil général de Seine-et-Oise durant presque toute la durée de son mandat de conseiller général. Il succédait dans cette fonction au communiste, Louis Péronnet, président de 1945 à 1948 et au démocrate-chrétien Henri Marty, président de fin 1948 à septembre 1949.
Il est battu aux élections cantonales d'avril 1955. Entre-temps il avait été élu au Sénat où il siège de 1952 à 1958.

## Détail des fonctions et des mandats
Mandats locaux
- 1944-1945 : maire de Chennevières-sur-Marne
- 1947-1960 : maire de Chennevières-sur-Marne

- 1949-1955 : conseiller général du canton de Boissy-Saint-Léger
- septembre 1949 - avril 1955 : président du conseil général de Seine-et-Oise

Mandat parlementaire
- 18 mai 1952 - 8 juin 1958 : sénateur de Seine-et-Oise